# ISO 3166-2:DE
ISO 3166-2 données pour l'Allemagne
(depuis en:ISO 3166-2:DE)

## Länder
```
DE-BW 
Bade-Wurtemberg 
                   (
de
:
Baden-Württemberg
)
DE-BY 
Bavière
                            (
de
:
Freistaat Bayern
)
DE-BE 
Berlin
 (
ville-État
)
DE-BB 
Brandebourg
                        (
de
:
Brandenburg
)
DE-HB 
Brême
 (ville-État)                 (
de
:
Hansestadt Bremen
)
DE-HH 
Hambourg
 (ville-État)              (
de
:
Hansestadt Hamburg
)
DE-HE 
Hesse
                              (
de
:
Hessen
)  
DE-MV 
Mecklembourg-Poméranie-Occidentale
 (
de
:
Mecklenburg-Vorpommern
) 
DE-NW 
Rhénanie-du-Nord-Westphalie
        (
de
:
Nordrhein-Westfalen
)  
DE-RP 
Rhénanie-Palatinat
                 (
de
:
Rheinland-Pfalz
) 
DE-SL 
Sarre
                              (
de
:
Saarland
)
DE-SN 
Saxe
                               (
de
:
Freistaat Sachsen
) 
DE-ST 
Saxe-Anhalt
                        (
de
:
Sachsen-Anhalt
) 
DE-NI 
Basse-Saxe
                         (
de
:
Niedersachsen
)
DE-SH 
Slesvig-Holsace
                    (
de
:
Schleswig-Holstein
)
DE-TH 
Thuringe
                           (
de
:
Freistaat Thüringen
)
```